# Batalha de Damasak
A Batalha de Damasak ocorre de 9 a 17 de março de 2015 durante a insurgência do grupo jihadista  Boko Haram.

## Prelúdio
Desde 24 de novembro de 2014, a cidade de Damasak, localizada na fronteira com o Níger, estava sob controle das forças do Boko Haram. Em 8 de março de 2015, um dia antes do Boko Haram anunciar sua lealdade ao Estado Islâmico, os exércitos chadianos e nigerinos atravessaram a ponte Doutchi, perto de Diffa, e lançaram uma ofensiva contra os jihadistas. Mais de 200 veículos militares entraram na Nigéria, outras tropas cruzam a fronteira mais a leste, ao lado de Bosso e perto de Diram.

## Desenrolar
Em 9 de março, os soldados chadianos e nigerinos movem-se para a cidade de Damasak. No entanto, as forças chadianas e nigerinas encontraram forte resistência dos jihadistas emboscados na floresta. Os militares progridem lentamente e devem desminar muitas das áreas capturadas pelos homens do Boko Haram..
Durante os combates, os jihadistas detiveram de 400 a 500 mulheres e crianças em Damasak. Estes últimos foram capturados durante a tomada da cidade em 24 de novembro de 2014. Cerca de cinquenta são massacrados, os jihadistas levam os outros com consigo quando abandonam a cidade.
Na manhã de 17 de março, 2.000 soldados chadianos e nigerinos lançaram uma investida a Damasak, que foi tomada após sete horas de combates.

## Baixas
Em 9 de março, a AFP indicou que, segundo uma fonte de segurança chadiana, as perdas do Boko Haram seriam em torno de duzentos mortos contra dez soldados chadianos mortos e vinte feridos, enquanto uma fonte de um hospital em Diffa relata 33 soldados feridos, sem dar detalhes sobre suas nacionalidades. A Reuters também menciona cinco soldados nigerinos mortos, de acordo com fontes militares.
Em 19 de março, o porta-voz do exército nigerino, o coronel Moustafa Ledru, afirmou que a ofensiva, apelidada de "Operação Maï Dounama", matou 228 nas fileiras do Boko Haram contra um morto e oito feridos do lado das forças nigerinas.
Em 20 de março, após sua vitória, os soldados chadianos e nigerinos descobriram uma vala comum ao norte de Damasak contendo cerca de cem corpos, incluindo idosos, mulheres e crianças. Outros cadáveres foram descobertos nos dias seguintes, principalmente no leito do então seco rio Damasak. Novas estimativas colocaram o número de mortos em 400 e o massacre teria ocorrido em janeiro..

### Videografia
- Offensive du Niger et du Tchad : "L’objectif est de nettoyer le nord-est du Nigeria de Boko Haram", France 24, 9 de março de 2015.
- Chad and Niger troops retake Nigerian town from Boko Haram, Reuters, 19 de março de 2015.
- Boko Haram Abductions and Massacre in Damasak, Nigeria, Human Right Watch, 29 de março de 2016.

### Fotografia
- Boko Haram : une centaine de corps découverts dans une fosse commune à Damasak, fotografias da agência Reuters.